# 29862 Savannahjoy
A 29862 Savannahjoy (ideiglenes jelöléssel (29862) 1999 FF37) a Naprendszer kisbolygóövében található aszteroida. A LINEAR projekt keretében fedezték fel 1999. március 20-án.